# Gregorio José Ramírez y Castro
Gregorio José Ramírez y Castro a été un homme politique costaricien, gouvernant le Costa Rica en tant que Commandant  Général des Armées du 5 au 16 avril 1823.

## Données personnelles
Il est né à San José du Costa Rica le 27 mars 1796, au sein d'une famille de petite noblesse. Ses parents étaient Gregorio Ramírez y Otárola (1749-1803), Lieutenant du Gouverneur de San José en 1791, et Rafaela Castro y Alvarado. 
Gregorio José Ramírez demeurera célibataire tout au long de sa vie.

## Activité maritime
En raison de son cadre d'asthme, Gregorio José Ramírez exerça le métier de marin depuis son adolescence.  Il fut capitaine de bateaux marchands lesquels développaient des activités entre le long de la côte de Puntarenas et le Panama.  De mars à juin de l'année 1819, il fit part d'un détachement pour la défense de la côte Pacifique costaricienne, sous le commandement du capitaine  Salvador de Oreamuno y Muñoz de la Trinidad.

## Activité politique à l'époque de l'Indépendance
Gregorio José Ramírez représenta les populations de la ville d'Alajuela lors de l'Assemblée de délégués provinciaux qui redigea le Pacte de Concorde du 1er décembre 1821. Ce document était une Constitution provisoire du Costa Rica qui dura jusqu'en 1823.  
D'avril à décembre 1822 Gregorio José Ramírez fut absent du Costa Rica, dans un voyage dans les côtes du Pacifique sudaméricain.
À son retour au Costa Rica, il représenta de nouveau la ville d'Alajuela dans une Assemblée de délégués provinciaux en février 1823.  Il se manifesta en faveur d'un système républicain de gouvernement.  Il fut postérieurement choisi comme Député d'Alajuela au Congrès Provincial qu' entama ses séances le 1er mars 1823.

## Bataille d'Ochomogo
Gregorio José Ramírez se trouvait à Alajuela lorsqu'il apprit la nouvelle d'un essai de coup royaliste de la part de Joaquín de Oreamuno y Muñoz de la Trinidad.  Il fut nommé Commandant Général des Armées à la tête des forces républicaines des provinces d'Alajuela et de San José. Le 5 avril 1823, lors de la bataille d'Ochomogo, ses troupes abatturent les forces royalistes des provinces de Cartago et Heredia, elles occuperent aussitôt  la ville de Cartago, alors capitale du Costa Rica.

## Commandant Général des Armées
À partir de sa victoire militaire et en tant que Commandant Général des Armées, Gregorio José Ramírez exerça le rôle de gouvernant du Costa Rica.  Le fait le plus marquant de sa courte gestion aura été le choix d'une nouvelle capitale pour la jeune république en déplaçant la capitale de Cartago à San José, ainsi que la convocation d'une Assemblée Constituante.  Une fois réunie sous la présidence de José María de Peralta y La Vega, Ramírez rendit le pouvoir politique à l'Assemblée le 16 avril 1823.  Il conserva son poste militaire jusqu'à sa mort.

## Décès et honneurs
Gregorio José Ramírez est mort à Alajuela le 4 décembre 1823.  L'Assemblée Législative du Costa Rica le déclara Citoyen d'Honneur en 1971.
Il existe deux biographies de Ramirez, une de Pedro Pérez Zeledón, comprise dans l'œuvre Gregorio José Ramírez et autres essais, ainsi qu'une autre de Carlos Meléndez Chaverri et de José Hilario Villalobos sous le titre de Gregorio José Ramírez publiée en 1973 par le Ministère de Culture, la Jeunesse et les Sports du Costa Rica.